# 沙瀝省

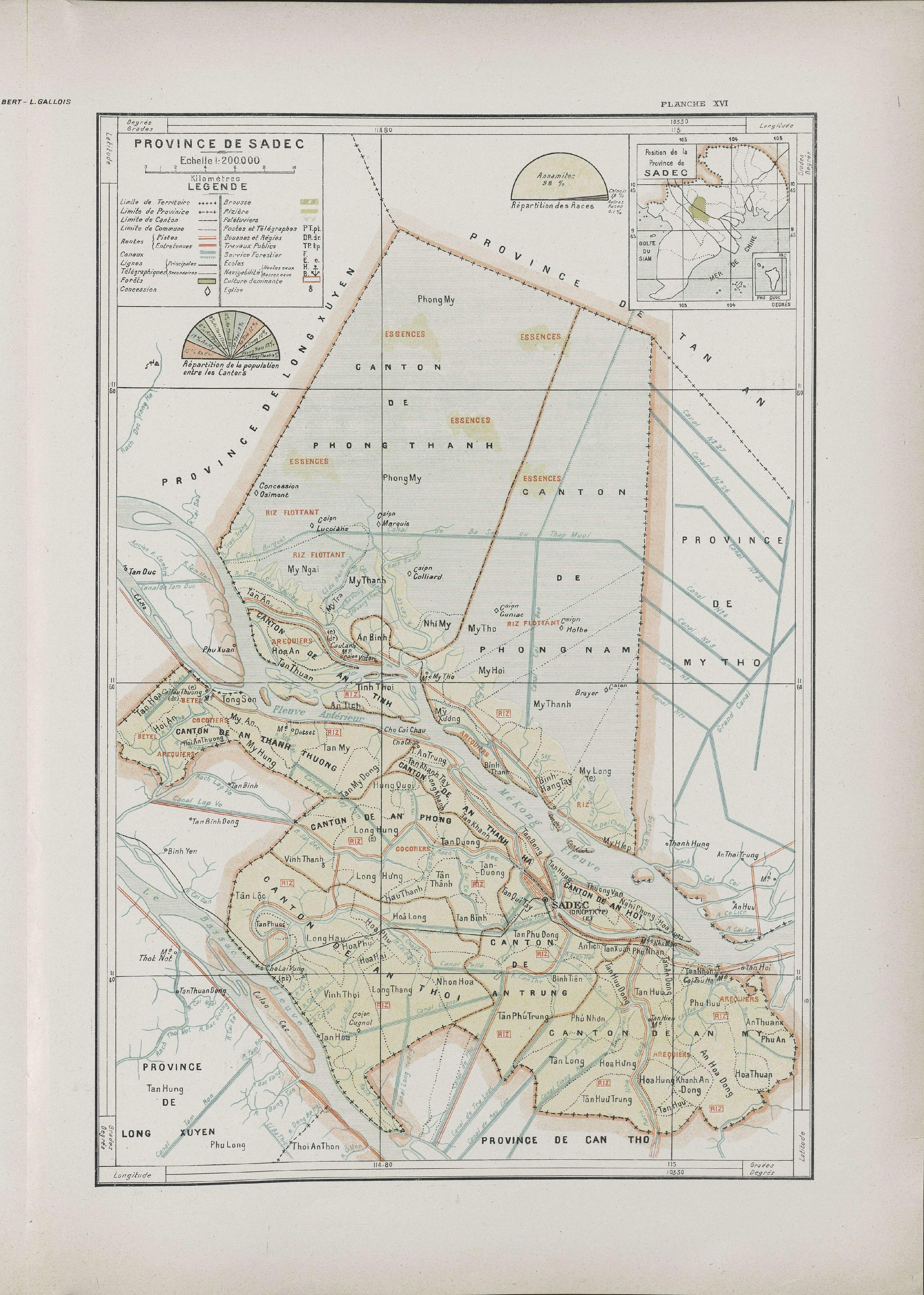
法属印度支那时期的沙瀝省地图

沙瀝省（越南语：／）是越南曾经设立的一个省，毗邻建豐省、定祥省、永隆省、豐盈省、安江省。
1976年2月，越南南方共和国臨時革命政府将沙瀝省并入同塔省。

## 行政區劃
1970年，沙瀝省下轄4郡。
- 垃圩郡
- 德盛郡
- 德宗郡
- 德成郡